# Елецкая Гора
Елецкая Гора (укр. Єлецька Гора) — исторически сложившаяся местность (район) Чернигова, расположена на территории Новозаводского административного района. 

## История
Есть предположение, что в 10 — начале 11 веков рядом с торгово-ремесленным центром Чернигова (Подолом) на Елецкой горе существовал княжеский двор как своеобразный общественно-политический центр города. В 30-е годы 11 века Мстислав Владимирович перенёс княжескую резиденцию на место современного Вала. В 60-е годы 11 века на Елецкой горе был основан Елецкий успенский монастырь. Возможно тогда же тут возведены и другие строения из плинфы. Остатки одного из них обнаружены в 1969 году. Были обнаружены подлинные примеры глазурованных керамических плиток узорчатой формы. В толще Елецкой горы сохранились пещеры (частично исследованы Г. О. Кузнецовым).

## Территория
Елецкая гора расположена на правом берегу реки Десна — западнее Третьяка — занимает возвышение (мыс террасы Десны) между улицами Александра Довженко (Толстого), Князя Чёрного и Тихой. Урочище занято комплексом сооружений Елецкого монастыря (12-17 век). Включает такие памятники архитектуры и истории национального значения: Успенский собор, Колокольня Успенского собора, Северные кельи, Восточные кельи, Юго-западные кельи, Стены и ворота; памятник архитектуры национального значения — Дом Феодосия; памятники архитектуры местного значения: Петропавловская церковь с трапезной, Усыпальница Якова Лизогуба, Остатки дома игумена; памятник истории местного значения — Некрополь Елецкого Успенского монастыря, где похоронены Я. К. Лизогуб, В. К. Дунин-Борковский, А. С. Милорадович, Л. А. Полуботок и другие.
|  |  |  |  |
|  |  |  |  |

Юго-восточную часть урочища занимает памятник археологии местного значения поселение «Мыс — Елецкая Гора» (2-1 тыс. до н.э., 1 тыс.), не взят на учёт. 
Восточнее расположен Третьяк, севернее — Предградье, южнее — Подол — урочище Лесковица. 

### Улицы
Князя Чёрного, 1 — адрес комплекса

## Транспорт
Общественный транспорт проходит по улице Александра Довженко (Толстого). 